# Solanum ditrichum
Solanum ditrichum är en potatisväxtart som beskrevs av Anthony R. Bean. Solanum ditrichum ingår i släktet skattor som ingår i familjen potatisväxter. Inga underarter finns listade i Catalogue of Life.